# Le Mesnil-Villeman

Le Mesnil-Villeman este o comună în departamentul Manche, Franța. În 1 ianuarie 2022 avea o populație de 237 de locuitori.